# Struthiola floribunda
Struthiola floribunda är en tibastväxtart som beskrevs av Charles Henry Wright. Struthiola floribunda ingår i släktet Struthiola och familjen tibastväxter. Inga underarter finns listade i Catalogue of Life.